# رگومیل د لا سیرا
رگومیل د لا سیرا (به اسپانیایی: Redecilla del Campo) یک شهرستان در اسپانیا است.